# I Walk Alone (пісня Тар'ї Турунен)
«I Walk Alone» (з англ. «Я йду одна») — перший сингл з альбому My Winter Storm фінської співачки Тар'ї Турунен. Сингл випущений 26 жовтня 2007 року на лейблі Universal Music.

## Пісня
Ця пісня була написана Гаррі Соммердалем, Маттіасом Ліндбломом і Андерсом Воллбеком. Її надихнув музичний мотив з Реквієму Моцарта. Вона сповнена театральної атмосфери в супроводі оркестру, гітари і потужного голосу Турунен.
Зі слів Тар'ї, пісня «чудово описує її особистість та ідентифікує її як співачку». Деякі шанувальники розглядали I Walk Alone як відповідь на Bye Bye Beautiful її колишньої групи Nightwish з альбому «Dark Passion Play» (2007), що була звернена до самої Тар'ї. Пісня стала декларацією про незалежність та готовність рухатися далі.
У 2009 році норвезький співак Йорн Ланде вмістив до свого альбому Spirit Black кавер на цю пісню.

## Відео
Відео було знято в Teufelssee, Берлін, Німеччина. Воно було зрежисоване Йорном Хайтманном (який вже працював із Турунен над відео Nightwish 2005 року Sleeping Sun). У відео присутні чотири символи, які інтерпретуються самою Турунен як Фенікс, Мертвий Хлопчик, Лялька та Снігова королева.
На YouTube офіційне відео набрало майже два мільйони переглядів.

## Чарти
| Чарт (2007) | Найвища Позиція |
| ----------- | --------------- |
| Австрія     | 37              |
| Європа      | 61              |
| Фінляндія   | 6               |
| Німеччина   | 16              |
| Швейцарія   | 49              |

## Список треків
Сингл вийшов у трьох різних конфігураціях:
| Версія 1                            |
| ----------------------------------- |
| 1 — I Walk Alone (Single Version)   |
| 2 — I Walk Alone (In Extremo Remix) |

| Версія 2 — Single Cut                     |
| ----------------------------------------- |
| 1 — I Walk Alone (Single Version)         |
| 2 — The Reign (Album Track)               |
| 3 — I Walk Alone (The Tweaker Remix)      |
| 4 — I Walk Alone (Single Version) [Video] |

| Версія 3 — Artist Cut                               |
| --------------------------------------------------- |
| 1 — I Walk Alone (Artist Version)                   |
| 2 — Ciarán's Well (Album Track)                     |
| 3 — I Walk Alone (The Darkroom Mix by Deviousnoise) |
| 4 — I Walk Alone (Artist Version) [Video]           |